# Gary Berland
Gary "Bones" Berland (ur. 9 maja 1950, zm. 6 lutego 1988) – amerykański pokerzysta profesjonalny, zwycięzca pięciu bransoletek World Series of Poker.
Berland ukończył na drugim miejscu turniej główny podczas WSOP 1977 z wpisowym 10.000 USD, przegrywając z Doyle Brunsonem, ale i tak nie wygrał wtedy nawet dolara, ponieważ do 1978 cała pula nagród przeznaczona była dla zwycięzcy. Dziewięć lat później zajął w turnieju głównym trzecie miejsce. Jego wygrane w turniejach osiągnęły 200 tysięcy USD..
Według Brunsona zmarł wkrótce po WSOP 1986 na rzadką chorobę krwi.

## Bransoletki WSOP
| Rok  | Turniej                      | Wygrana (USD) |
| ---- | ---------------------------- | ------------- |
| 1977 | $500 Seven-Card Razz         | 8.300         |
| 1978 | $1,000 Seven-Card Razz       | 19.200        |
| 1978 | $500 Seven-Card Stud         | 17.100        |
| 1979 | $500 Seven-Card Stud         | 24.000        |
| 1979 | $1,000 Seven-Card Stud Hi/Lo | 20.400        |